# Saint-Maximin (Isère)
Saint-Maximin is een gemeente in het Franse departement Isère (regio Auvergne-Rhône-Alpes) en telt 539 inwoners (1999). De plaats maakt deel uit van het arrondissement Grenoble.

## Geografie
De oppervlakte van Saint-Maximin bedraagt 10,3 km², de bevolkingsdichtheid is 52,3 inwoners per km².
De onderstaande kaart toont de ligging van Saint-Maximin (Isère) met de belangrijkste infrastructuur en aangrenzende gemeenten.

## Demografie
Onderstaande figuur toont het verloop van het inwonertal (bron: INSEE-tellingen).